# لندآپ
لندآپ (به انگلیسی: LendUp) یک سامانه وام‌دهی مستقیم و برخط است که علاوه بر این خدمت به ارائه آموزش در زمینه مالی و نیز ارائه گزارش‌های اعتباری برای کاربران می‌پردازد. مشتریان لندآپ معمولاً افرادی هستند که بانک به خاطر نمره اعتباری پایین‌شان، از ارائه وام به آنها خودداری می‌کند. لندآپ در سال ۲۰۱۲ در شتابدهنده وای کامبینیتر پذیرفته شد.